# Kråkklöver
Kråkklöver (Potentilla palustris) är en vanlig ört i hela Sverige med brunröda blommor. Palustris som är växtens artnamn kommer av palus som betyder kärr, träsk eller sumpmark på latin. Ibland placeras kråkklöver i ett eget släkte: kråkklövrar (Comarum). Trots sitt namn är den inte ens i samma familj som klövrar (Trifolium) eller vattenklövrar (Menyanthes)). Kråkklöver har en stor spridning över norra halvklotet och finns i stora delar av Europa, Asien och Nordamerika.
Den blir upp till 80 cm hög och växer ofta i närheten vatten då den älskar fuktiga jordar (som artnamnet syftar till) såsom i kärr, på stränder och fuktängar. Kråkklöver blommar i juni till juli.

## Namn
Kråkklöver har flera regionala, dialektala och historiska namn. I alstret Speculum botanicum renovatum från år 1659 av J. Franck benämns örten som röda femfingerört eller rödh kråkefötter. Carl von Linné själv talar om växtartens namn som kallgräs, kråkfötter och mjölkpungar i Flora Svecica från 1745. Elias Fries verk "Kritisk ordbok öfver Svenska Växtnamnen från år 1880 listar benämningarna hummeltuppor,  kallgräs,  kråkfötter,  kråkklöfver samt mjölkpungar. 

## Bilder

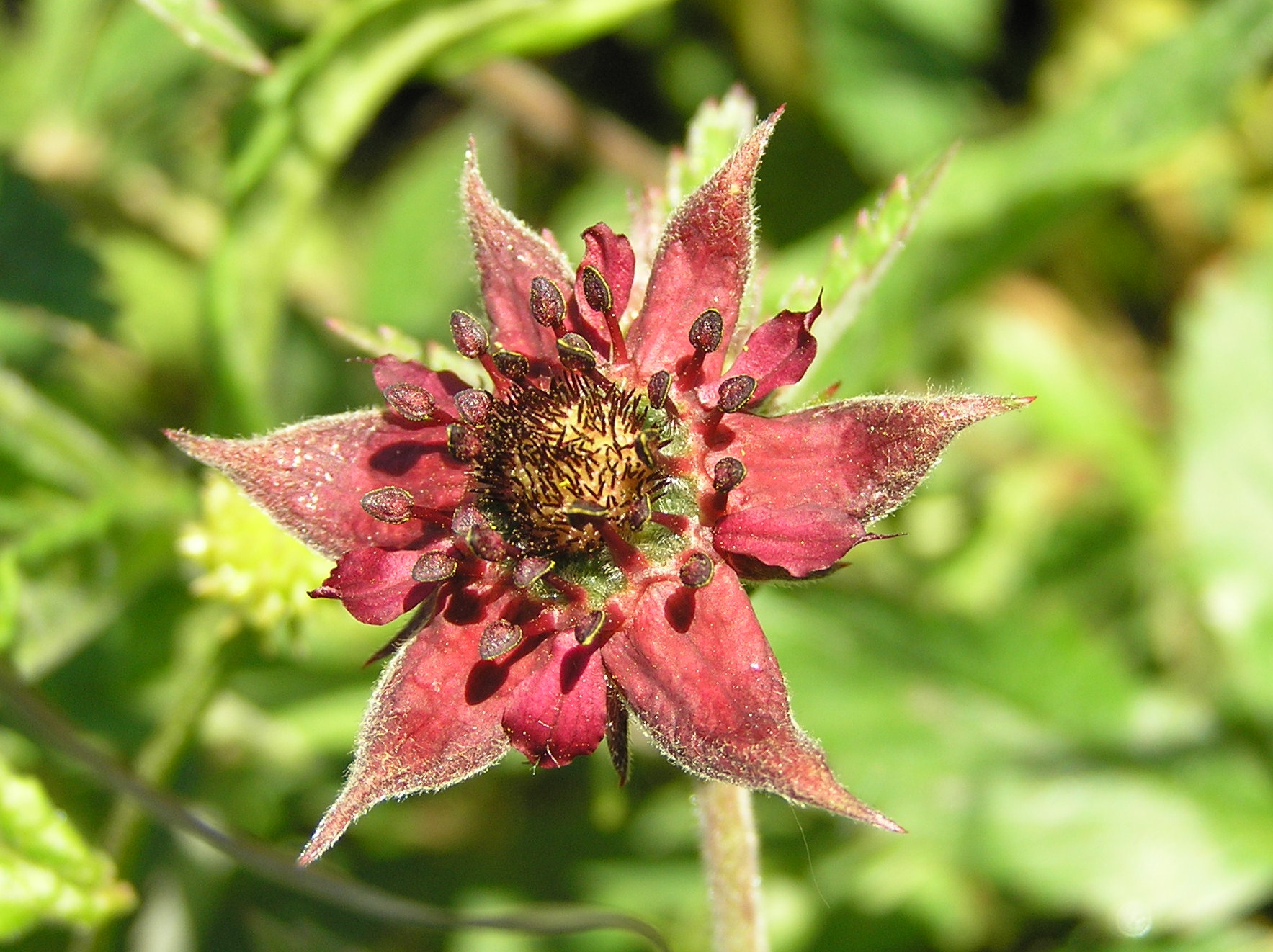
Närbild på blomma
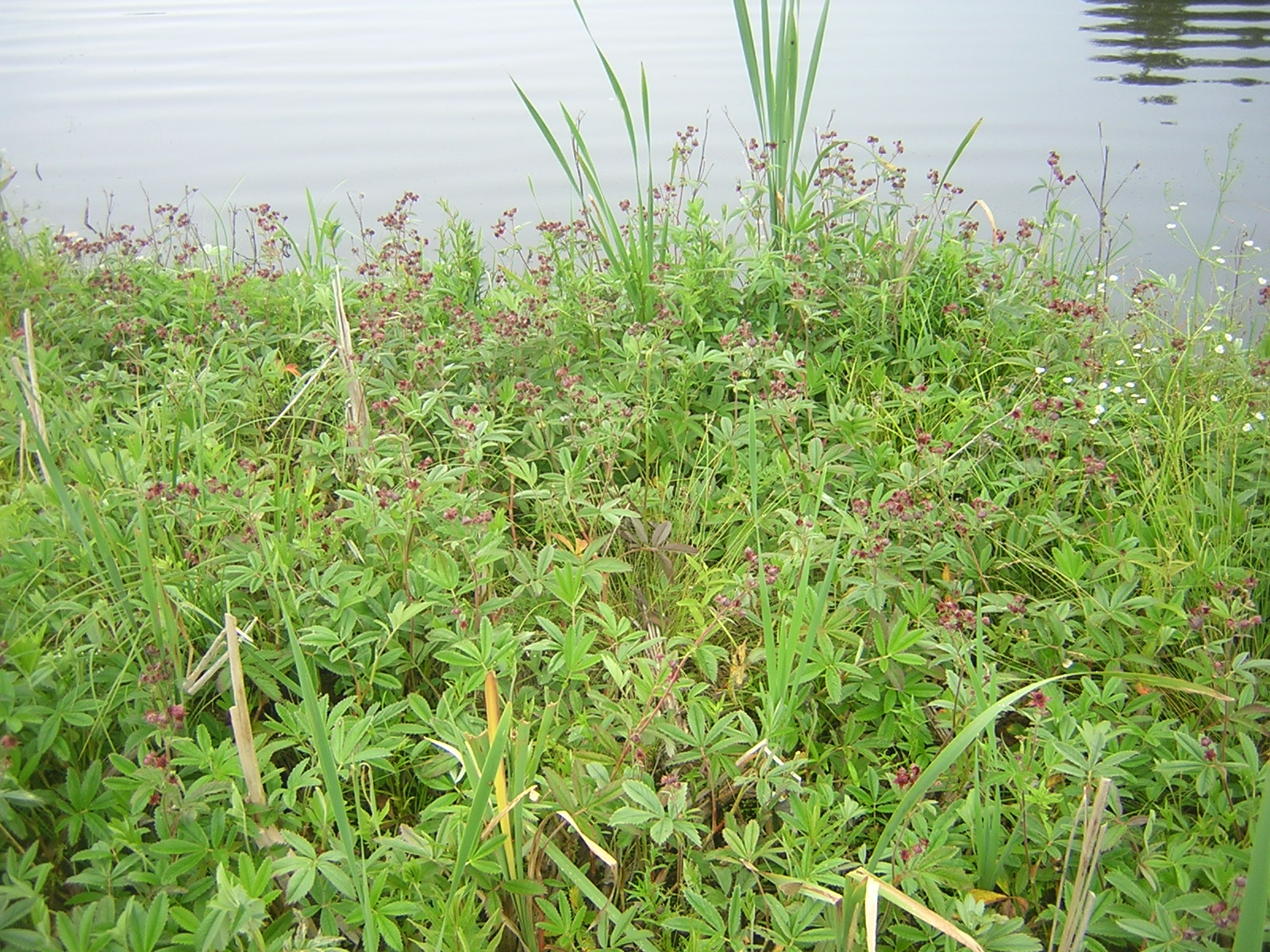
Habitat
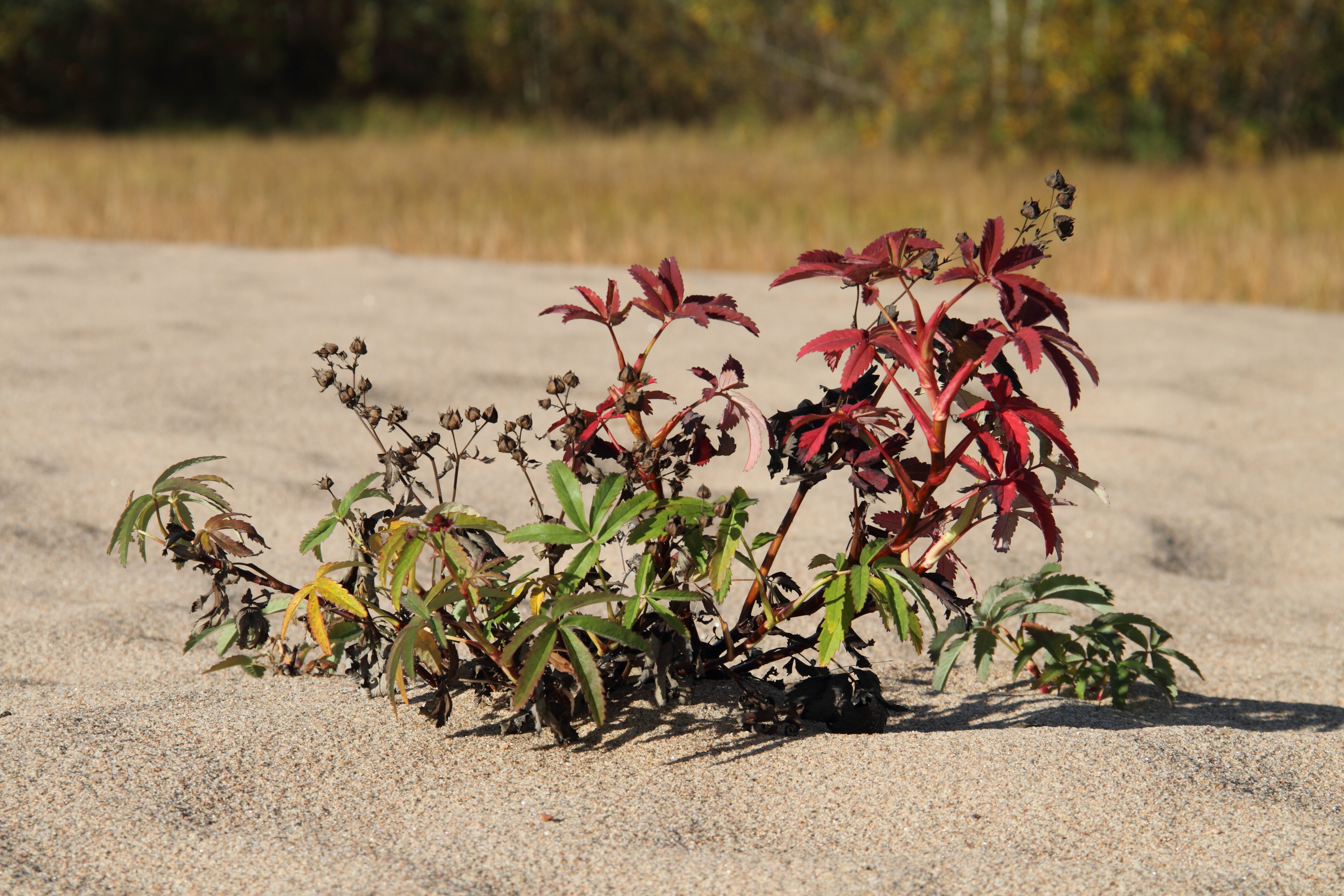
I höstfärger på sandbank
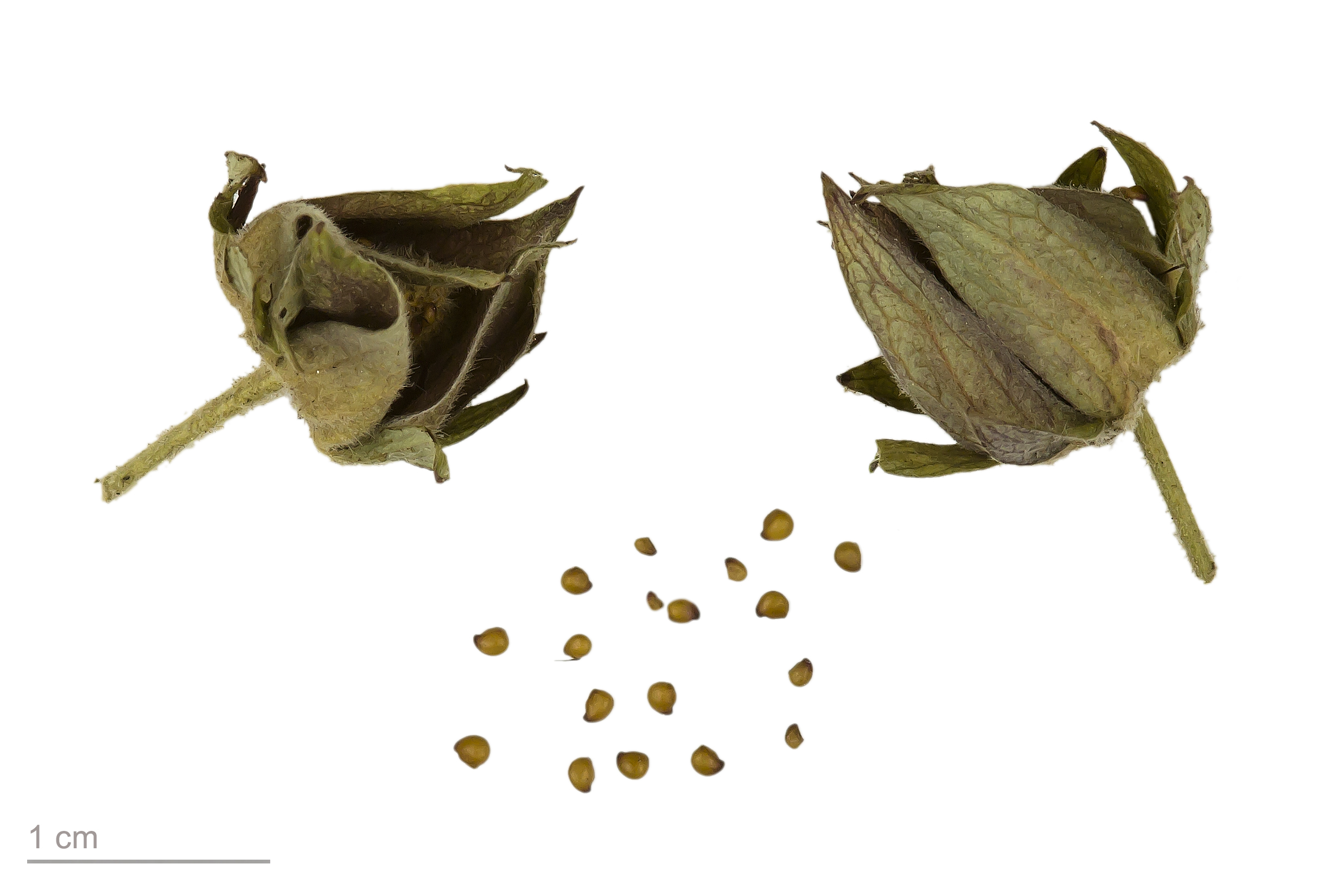
Comarum palustre - Museum specimen
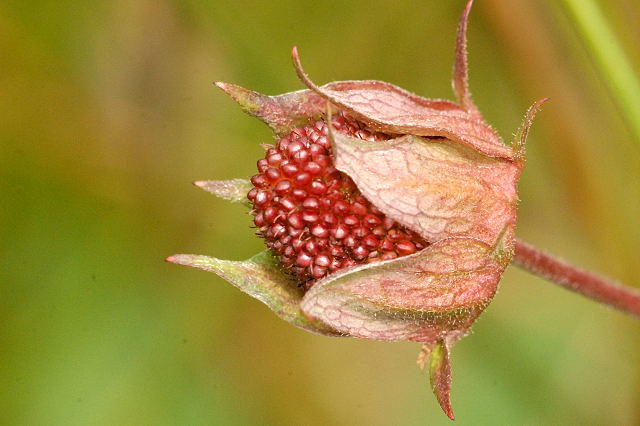
Frukt
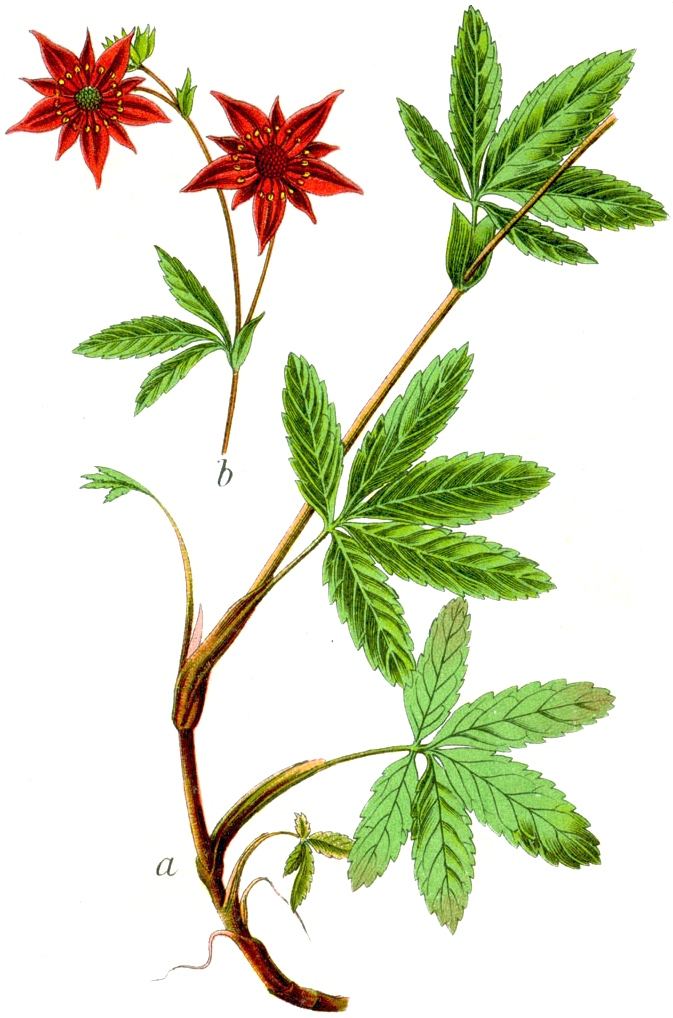
Comarum palustre